# Cardepia mixta
Cardepia mixta är en fjärilsart som beskrevs av Arnold Pagenstecher 1907. Cardepia mixta ingår i släktet Cardepia och familjen nattflyn. Inga underarter finns listade i Catalogue of Life.